# Aleksander Zawadzki

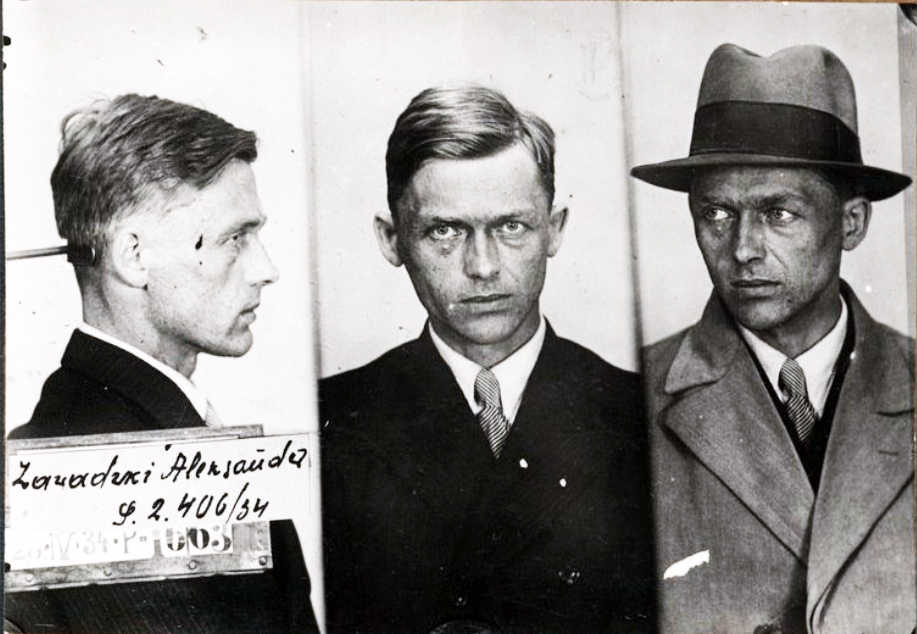
Aleksander Zawadzki po aresztowaniu przez Policję Państwową za działalność komunistyczną, 1934

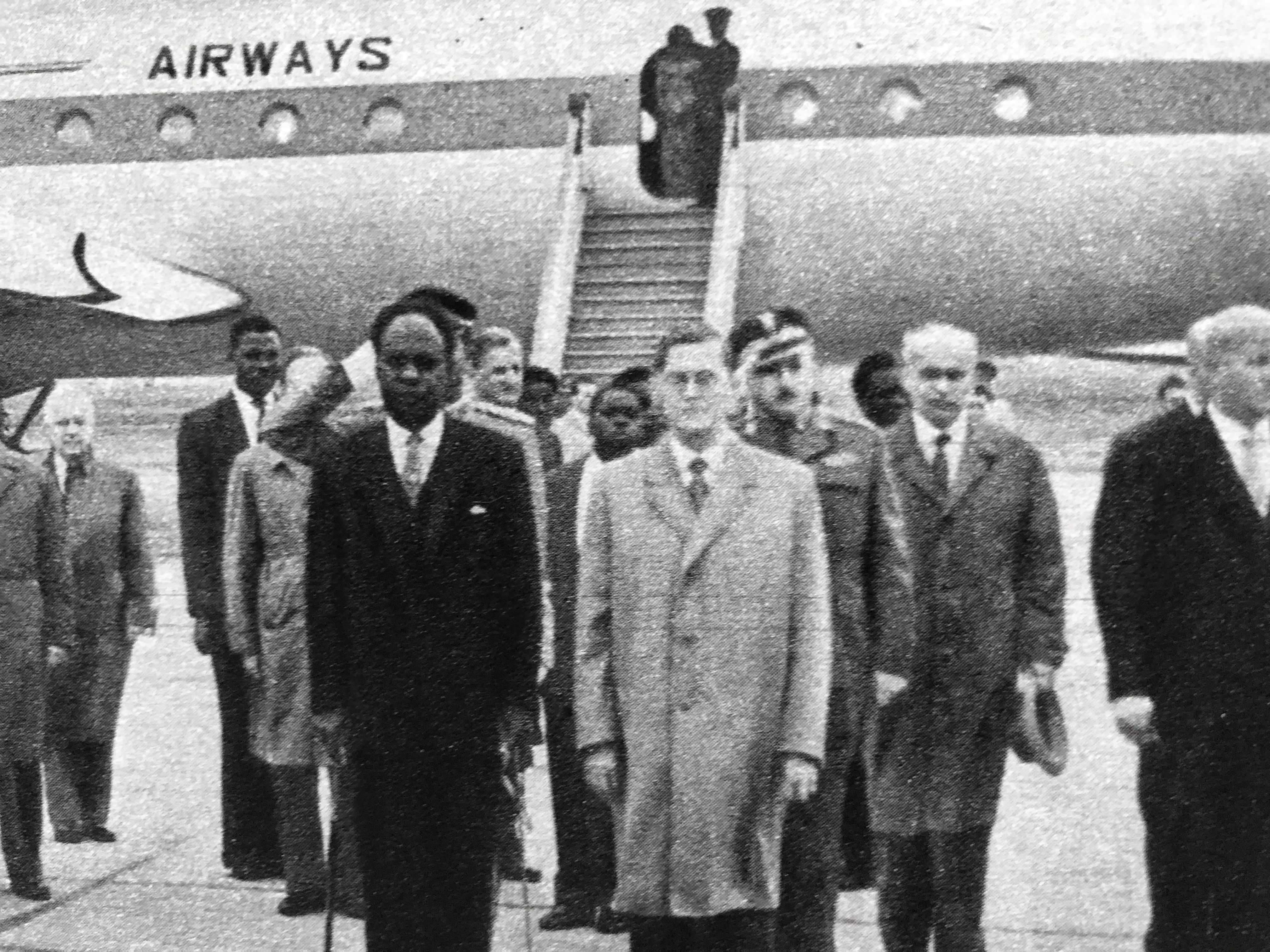
Wizyta oficjalna prezydenta Ghany Kwame Nkrumaha w Polsce w 1961, z prawej przewodniczący Rady Państwa PRL Aleksander Zawadzki

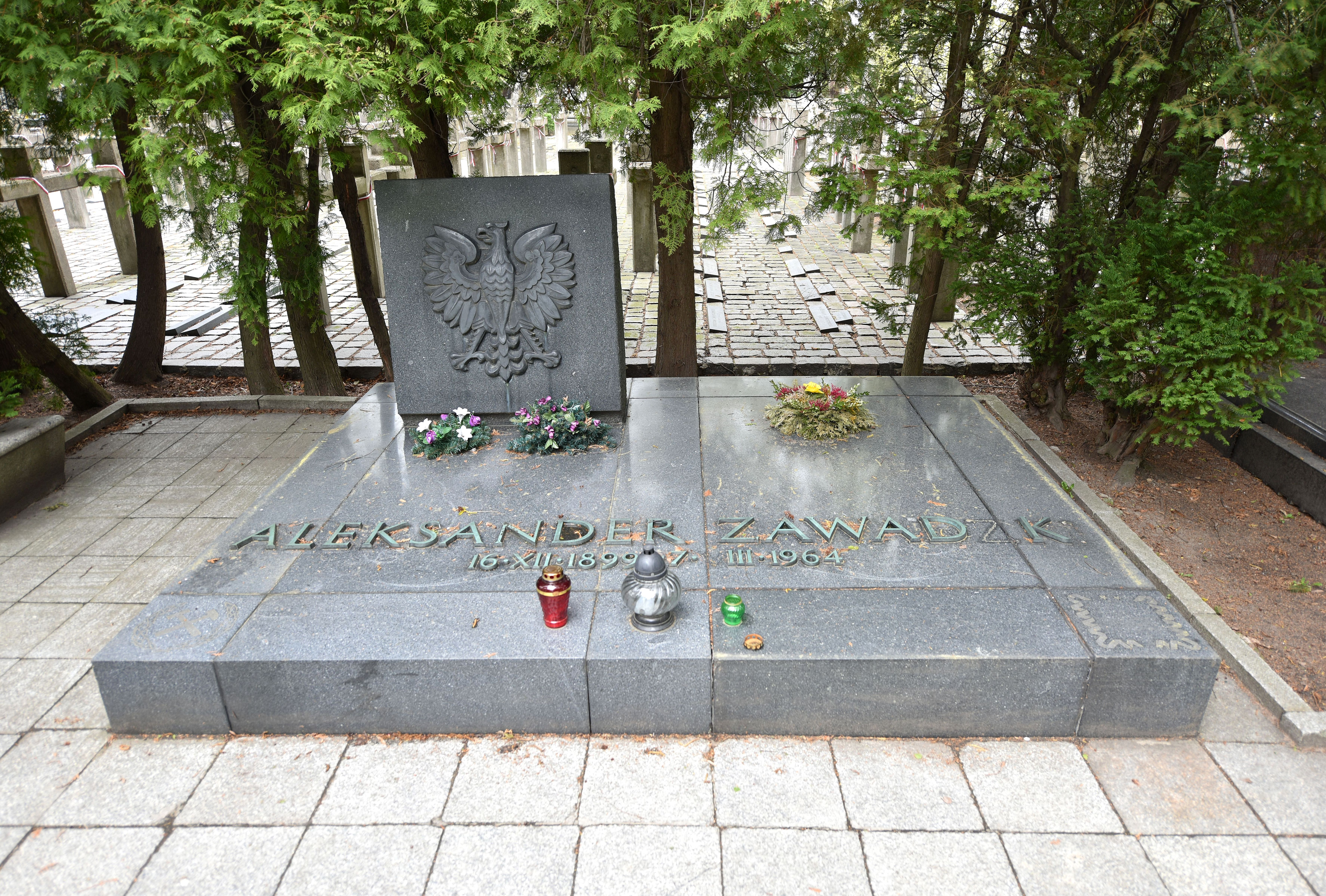
Grób Aleksandra Zawadzkiego na Cmentarzu Wojskowym na Powązkach w Warszawie

Aleksander Zawadzki, ps. „Kazik”, „Wacek”, „Bronek”, „Jeden” (ur. 16 grudnia 1899 w Ksawerze, zm. 7 sierpnia 1964 w Warszawie) – polski polityk i działacz komunistyczny, generał dywizji ludowego Wojska Polskiego, kierownik Centralnego Wydziału Wojskowego KC KPP, przewodniczący tajnego Centralnego Biura Komunistów Polski przy KC WKP(b) (1944), oficer polityczny – zastępca ds. polityczno-wychowawczych Naczelnego Dowódcy Wojska Polskiego (1944–1945), członek Biura Politycznego KC PPR (sierpień 1944–1948) i Sekretariatu KC PPR (1948), członek KC PZPR i Biura Politycznego KC PZPR (1948–1964), przewodniczący Centralnej Rady Związków Zawodowych (1949–1950). Dwukrotny wiceprezes Rady Ministrów (1949 i 1950–1952), przewodniczący Ogólnopolskiego Komitetu Frontu Narodowego, a następnie Frontu Jedności Narodu oraz przewodniczący Rady Państwa (1952–1964). Poseł do Krajowej Rady Narodowej, na Sejm Ustawodawczy oraz na Sejm PRL I, II i III kadencji. Budowniczy Polski Ludowej.

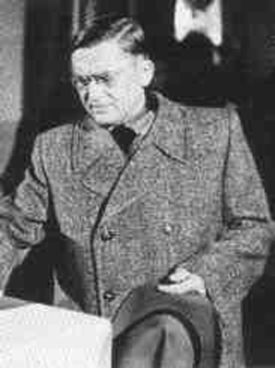
Aleksander Zawadzki, lata 50.

## Życiorys
Syn Wawrzyńca, z zawodu hutnika i Marianny z domu Chojkowskiej. Urodził się w kolonii robotniczej Ksawera między Będzinem a Dąbrową Górniczą. Dzięki stosunkowo dobrej pozycji materialnej rodziny mógł podjąć naukę w miejscowej szkole powszechnej. W wyniku wypadku jaki doznał jego ojciec, w 1913 został zmuszony do przerwania nauki i podjęcia pracy. Po wybuchu I wojny światowej wyjechał na roboty rolne do Turyngii. Pracował tam do 1917, kiedy to za uderzenie majstra został aresztowany i wysłany do obozu dla jeńców wojennych w Erfurcie. Po ucieczce z niego znalazł się na Górnym Śląsku, gdzie podjął pracę w Kopalni Węgla Kamiennego w Bytomiu i w hucie w Siemianowicach Śląskich. Po wybuchu rewolucji w listopadzie 1918 w Niemczech przekroczył granicę niemiecko-polską i zamieszkał w Dąbrowie Górniczej, gdzie w grudniu 1918 zgłosił się jako ochotnik do Wojska Polskiego. Został przydzielony do 11 pp. W szeregach 24 pp brał udział w walkach w obronie Lwowa, a następnie w działaniach wojennych na Froncie Litewsko-Białoruskim wojny polsko–bolszewickiej. W 1921 został zdemobilizowany jako podoficer rezerwy WP w stopniu plutonowego, po czym powrócił do Dąbrowy Górniczej. Za udział w walkach w 1920 został odznaczony Krzyżem Walecznych.
Po powrocie z wojny początkowo był bezrobotny, a następnie pracował w Kopalni Węgla Kamiennego „Paryż” w Dąbrowie Górniczej. Tam też zetknął się z ruchem komunistycznym i wstąpił do Związku Młodzieży Komunistycznej w Polsce. Od 1923 był sekretarzem Komitetu Dzielnicowego ZMK w Dąbrowie Górniczej oraz członkiem Zarządu Okręgowego ZMK, w tym czasie został członkiem Komunistycznej Partii Robotniczej Polski. Ponieważ był poszukiwany przez Policję Państwową za działalność w ZMK, został skierowany do Okręgu Łódzkiego, wchodząc przy tym w skład Komitetu Centralnego ZMK w Polsce. Na terenie Okręgu Łódzkiego działał do 1924, po czym został skierowany do szkoły partyjnej w Moskwie, gdzie przebywał kilka tygodni. Po powrocie do Polski pod pseudonimem „Kazik” działał w Okręgu Radom KPP, następnie na terenie Kielc i Radomia. W styczniu 1925 został skierowany na teren Zagłębia Dąbrowskiego, aby odbudować rozbitą organizację KPP na tym terenie. Z uwagi na to, że był tam zbyt znany, zadania tego nie wykonał – skierowano go więc na teren Białegostoku, Grodna i Pińska. 9 lipca 1925 został aresztowany w Wilnie pod zarzutem udziału w zabójstwie szpiega i prowokatora Policji Państwowej odpowiedzialnego za aresztowania członków Zarządu Okręgowego KPP w Dąbrowie Górniczej. W grudniu 1925, pomimo braku dowodów na jego udział w tym zabójstwie, został skazany na sześć lat więzienia. Karę odbywał w więzieniach w Kielcach, Łomży i Drohobyczu. Z więzienia wyszedł 2 marca 1932, a ponieważ był chory, został skierowany przez KPP na leczenie w ZSRR. Tam leczył się i uczył w szkole partyjnej WKP(b) i OGPU pod Moskwą.
Do Polski powrócił w maju 1934. 27 maja 1934 został aresztowany przez Urząd Śledczy PP na terenie Warszawy. W areszcie przebywał bez wyroku do lutego 1935, gdy został zwolniony za kaucją. Po wyjściu z więzienia został kierownikiem Centralnego Wydziału Wojskowego KC Komunistycznej Partii Polski. Wydział ten zajmował się działalnością wywiadowczą, agitacyjną i werbunkową w Wojsku Polskim. 13 stycznia 1936 został ponownie aresztowany w czasie akcji policyjnej przeciwko Centralnemu Wydziałowi Wojskowemu KC KPP. Zarzucono mu wtedy działalność na szkodę Rzeczypospolitej Polskiej. Proces odbywał się w dniach 4–21 kwietnia 1938 i wraz z Aleksandrem Zawadzkim, który był głównym oskarżonym, sądzono jeszcze 55 osób. Zawadzki został skazany na karę 15 lat pozbawienia wolności. Po utrzymaniu w mocy wyroku z 23 listopada 1938 przez Sąd Apelacyjny, osadzono go w więzieniu w Brześciu. Przebywał tam do września 1939, gdy po agresji ZSRR na Polskę miasto zostało zajęte przez Armię Czerwoną.
Podjął pracę na terenie okupacji sowieckiej, pracował w urzędzie rejonowym w Pińsku. Po ataku Niemiec na ZSRR został ewakuowany do miejscowości Aksaj pod Stalingradem. W sierpniu 1942 wcielony został do batalionu budowlanego Armii Czerwonej. Budował umocnienia w rejonie Stalingradu. Po interwencji szefa Międzynarodówki Komunistycznej Georgi Dymitrowa został zdemobilizowany w listopadzie 1942 z powodu choroby serca, po czym oddelegowano go na tyły frontu. Po kilku miesiącach został górnikiem w kopalni węgla kamiennego na północ od Nowosybirska. Po rozpoczęciu formowania 1 Polskiej Dywizji Piechoty im. Tadeusza Kościuszki, skierowany został przez WKP(b) do obozu w Sielcach nad Oką, gdzie dotarł w połowie września 1943. Początkowo dostał przydział do 6 pp w stopniu starszego sierżanta. Po dwóch tygodniach przybyły do Sielec gen. Karol Świerczewski w spisach znalazł jego nazwisko, po czym 24 września 1943 mianował go na stopień porucznika i wyznaczył na stanowisko zastępcy szefa Wydziału Oświatowego 1 Korpusu Polskich Sił Zbrojnych w ZSRR. W grudniu 1943 został mianowany na stanowisko zastępcy dowódcy do spraw wychowawczych 1 Korpusu w stopniu pułkownika. W 1944 wstąpił do Polskiej Partii Robotniczej. W kwietniu 1944 otrzymał awans na stopień generała brygady. W ciągu 8 miesięcy awansował ze stopnia starszego sierżanta do stopnia generała brygady. Wyznaczony został na stanowisko zastępcy dowódcy 1 Armii Polskiej w ZSRR ds. polityczno-wychowawczych. Od 5 maja 1944 był szefem Polskiego Sztabu Partyzanckiego, przewodniczącym tajnego Centralnego Biura Komunistów Polski przy Komitecie Centralnym WKP(b) (od 10 stycznia 1944 do sierpnia 1944) oraz członkiem Prezydium Zarządu Głównego Związku Patriotów Polskich. 22 lipca 1944 mianowany zastępcą do spraw polityczno-wychowawczych Naczelnego Dowódcy Wojska Polskiego.
Od sierpnia 1944 był członkiem Biura Politycznego Komitetu Centralnego PPR. 21 stycznia 1945 został mianowany pełnomocnikiem Rządu Tymczasowego na województwo śląskie i 28 stycznia objął władzę w Katowicach. Następnie od 11 marca 1945 do 31 października 1948 był wojewodą śląskim. W lutym 1945 został awansowany do stopnia generała dywizji. W tym okresie blisko współpracował z Jerzym Ziętkiem. Zawadzki stworzył specjalną komisję, która jeździła do dowództwa Armii Czerwonej do Legnicy, by przekonać ich do zakończenia wywózek sprzętu i ludzi ze Śląska. W sierpniu 1945 jego interwencja u marsz. Konstantego Rokossowskiego doprowadziła do uwolnienia 12 tys. Górnoślązaków przetrzymywanych na terenie dawnego obozu Auschwitz przed wywózką na wschód w głąb ZSRR. Pełnił szereg funkcji w PPR, a następnie od 1948 w Polskiej Zjednoczonej Partii Robotniczej: w 1948 członek Sekretariatu KC PPR i Biura Organizacyjnego KC PPR, w PZPR pełnił funkcje: członka Biura Organizacyjnego Komitetu Centralnego (1948–1954), członka KC i Biura Politycznego KC (od 1948), sekretarza KC (1948–1954). Od 21 stycznia do 10 czerwca 1949 był wiceprezesem Rady Ministrów, następnie od 5 czerwca 1949 do 28 kwietnia 1950 przewodniczącym Centralnej Rady Związków Zawodowych i ponownie wicepremierem w okresie od 28 kwietnia 1950 do 20 listopada 1952. Był głównym pomysłodawcą i inicjatorem budowy Pałacu Kultury Zagłębia w Dąbrowie Górniczej, który oddano do użytku w styczniu 1958. W listopadzie 1949 został członkiem Ogólnokrajowego Komitetu Obchodu 70-lecia urodzin Józefa Stalina.
W latach 1949–1950 członek Rady Państwa, następnie od 20 listopada 1952 jej przewodniczący. Funkcję tę sprawował do swojej śmierci. 6 marca 1953 stanął na czele Ogólnonarodowego Komitetu Uczczenia Pamięci Józefa Stalina. W tym okresie skorzystał z prawa łaski wobec m.in. płk. Franciszka Skibińskiego. Na pogrzebie Bolesława Bieruta w marcu 1956 powiedział: „Umarł Bolesław Bierut, ale żyje zwarta jak monolit nasza partia”. Podczas wydarzeń polskiego października i później zaliczany w PZPR do frakcji tzw. natolińczyków, sceptycznie nastawionych do reform i liberalizacji systemu gospodarczo-politycznego kraju. W grudniu 1956 wziął w Poznaniu udział w pierwszych od wielu lat oficjalnych państwowych uroczystościach upamiętniających wybuch powstania wielkopolskiego. Zmianę podejścia władz do środowiska powstańczego tłumaczył w następujący sposób:

Dziś bardziej niż kiedykolwiek trzeba nam odwołać się do patriotycznych uczuć i patriotycznych tradycji naszego narodu. Kraj nasz, mimo poważnych osiągnięć planu 6-letniego, znalazł się w trudnej sytuacji gospodarczej. […] Wielkopolska jest dzielnicą, która odgrywa doniosłą rolę w naszej gospodarce narodowej. […] Wielkopolska posiada najwyższą w kraju kulturę rolną, jest najbogatszym śpichlerzem Polski Ludowej. […] Powiem wprost: jest dziś sprawą wielkiej, gospodarczej i moralno-politycznej wagi, by województwo poznańskie, jego klasa robotnicza, chłopstwo, inteligencja, dorosła młodzież stały niezłomnie w pierwszych szeregach tych pozytywnych i twórczych sił społecznych Polski Ludowej. […] Niech w pierwszych szeregach pracowników i bojowników […] stają ofiarnie i niezachwianie powstańcy wielkopolscy. Ojczyźnie naszej potrzebne są Wasze gorące serca, potrzebna jest Wasza niezłomna wola, potrzebna jest Wasza ofiarność, Wasz patriotyzm.

W latach 1954–1956 członek Prezydium, od 14 sierpnia 1956 przewodniczący Ogólnopolskiego Komitetu Frontu Narodowego. Od 4 stycznia 1958 był przewodniczącym Ogólnopolskiego Komitetu Frontu Jedności Narodu. W październiku 1959 był przewodniczącym polskiej delegacji w Pekinie na obchodach 10-lecia proklamowania Chińskiej Republiki Ludowej, co odnotowała chińska kronika filmowa.
Zmarł 7 sierpnia 1964 w Warszawie i został pochowany na Cmentarzu Wojskowym na Powązkach (kwatera A28-tuje-10/11). Po jego śmierci w Polsce zarządzono 3-dniową żałobę narodową. Na czele delegacji zagranicznych, które wzięły udział w uroczystościach pogrzebowych stali m.in. przewodniczący Prezydium Rady Najwyższej ZSRR Anastas Mikojan, przewodniczący Zgromadzenia Narodowego CSRS Bohuslav Lastovicka, członek Biura Politycznego KC Socjalistycznej Partii Jedności Niemiec Friedrich Ebert, przewodniczący Prezydium Zgromadzenia Narodowego Ludowej Republiki Bułgarii Georgi Trajkow, członek Biura Politycznego KC Węgierskiej Socjalistycznej Partii Robotniczej Sandor Gaspar, I zastępca przewodniczącego Rady Ministrów Rumuńskiej Republiki Ludowej Gheorghe Apostol, minister obrony narodowej Socjalistycznej Federacyjnej Republiki Jugosławii gen. armii Ivan Gosnjak, zastępca przewodniczącego Prezydium Wielkiego Churału Ludowego Mongolskiej Republiki Ludowej Badzaryn Szirendew. Obecne były także delegacje partii komunistycznych z innych krajów.

## Awanse
- starszy sierżant – wrzesień 1943
- podporucznik – b. d.
- porucznik – wrzesień 1943
- kapitan – koniec 1943
- major – styczeń 1944
- podpułkownik – 1944
- pułkownik – 1944
- generał brygady – 19 maja 1944
- generał dywizji – 6 lutego 1945

## Ordery i odznaczenia
- Order Budowniczych Polski Ludowej (22 lipca 1954)[26]
- Krzyż Wielki Orderu Odrodzenia Polski (1959)
- Order Sztandaru Pracy I klasy (15 grudnia 1949)[27]
- Krzyż Komandorski z Gwiazdą Orderu Odrodzenia Polski (27 stycznia 1946)[28]
- Order Krzyża Grunwaldu II klasy
- Krzyż Kawalerski Orderu Wojennego Virtuti Militari
- Krzyż Walecznych (1920)
- Krzyż Partyzancki (12 czerwca 1946)[29]
- Śląski Krzyż Powstańczy
- Medal 10-lecia Polski Ludowej
- Medal za Warszawę 1939–1945 (17 stycznia 1946)[30]
- Medal Zwycięstwa i Wolności 1945
- Odznaka Grunwaldzka
- Odznaka 1000-lecia Państwa Polskiego (1963)[31]
- Złota odznaka honorowa „Za Zasługi dla Warszawy” (1960)[32]
- Odznaka honorowa „Za zasługi dla Gdańska” (1960)[33]
- Odznaka honorowa „Zasłużony dla Warmii i Mazur” (1960)[34]
- Złota odznaka „Zasłużonemu w rozwoju województwa katowickiego” (1960)[35]
- Odznaka „Budowniczy Nowej Huty” (1959)[36]
- Medal Grunwaldzki nadany przez Ogólnopolski Komitet Frontu Jedności Narodu dla upamiętnienia 550. rocznicy zwycięstwa odniesionego nad zaborczym Zakonem Krzyżackim (1960)[37]
- Honorowy członek Związku Walki Młodych[38]
- Gwiazda I klasy Czechosłowackiego Wojskowego Orderu Lwa Białego „Za zwycięstwo” (1949)[39]
- Wielka Wstęga Orderu Królewskiego Kambodży (Kambodża, 1956)[40]
- Order Flagi Narodowej I klasy (Korea Północna, 1959)[41]
- Łańcuch Orderu Białej Róży Finlandii (Finlandia, 1960)[42]
- Wielki Łańcuch Orderu Narodowego Krzyża Południa (Brazylia, 1962)[43]
- Wielki Łańcuch Orderu Orła Azteckiego (Meksyk, 1963)[44]
- Wielka Gwiazda Orderu Jugosłowiańskiej Gwiazdy (Jugosławia, 1964)[45]
- Order Gwiazdy Republiki Indonezyjskiej (Indonezja, 1961)[46]
- Medal za Zwycięstwo nad Niemcami w Wielkiej Wojnie Ojczyźnianej 1941-1945

## Upamiętnienie
W latach 1967–1990 Aleksander Zawadzki był patronem Katowickiej Brygady Obrony Terytorialnej w Zabrzu-Makoszowach i Gliwicach. Zarządzeniem Ministrów Obrony Narodowej, Szkolnictwa Wyższego i Oświaty z dnia 12 października 1965 ufundowana została Nagroda im. Aleksandra Zawadzkiego. W 1983 jego imię nadano Wojskowym Zakładom Graficznym w Warszawie.
W radzieckim filmie wojennym Żołnierze wolności (1977) w reż. Jurija Ozierowa w rolę gen. Aleksandra Zawadzkiego wcielił się aktor Zygmunt Biernat. W 1977 Edmund Zbigniew Szaniawski zrealizował film dokumentalny poświęcony życiu i działalności Aleksandra Zawadzkiego.
Jego imieniem nazwano wiele ulic w całej Polsce. W lutym 1991 ulicę jego imienia w Warszawie przemianowano na Tadeusza Bora-Komorowskiego. Do 2017 był patronem ulic m.in. w Szczecinie i Sochaczewie. Zostały one zmienione na mocy tzw. ustawy dekomunizacyjnej. W kilku miejscowościach nadal pozostały ulice Aleksandra Zawadzkiego, ale ich patronem jest polski biolog. Z kolei w Zielonej Górze jedna z ulic do 1991 upamiętniała Aleksandra Zawadzkiego – przywódcę komunistycznego, zaś w 1991 w ramach dekomunizacji otrzymała imię Tadeusza Zawadzkiego „Zośki”.
16 grudnia 1979, w 80. rocznicę urodzin Aleksandra Zawadzkiego, w Dąbrowie Górniczej odsłonięty został jego pomnik. Zdemontowano go jesienią 1990. Był też patronem Katowickiej Brygady Obrony Terytorialnej.